# Tommaso Goi
Tommaso Goi (Varese, 8 gennaio 1990) è un allenatore di hockey su ghiaccio e hockeista su ghiaccio italiano, milita come attaccante nell'HC Blenio, squadra della Terza Lega.

## Carriera

### Club
Goi, nacque e crebbe a Varese, tuttavia si formò hockeisticamente in Svizzera, all'HC Lugano.
In Svizzera si svolse anche la maggior parte della sua carriera professionistica, se si eccettuano le parentesi in Italia: due stagioni (2012-2013 e 2013-2014) giocate con la maglia dell'Hockey Milano Rossoblu e della seconda parte della stagione 2014-2015 giocata col Gherdëina. In National League indossò le maglie di HC Lugano e HC Ambrì-Piotta, mentre in Swiss League quelle di HC Sierre e HC Biasca Ticino Rockets. Giocò poi con la maglia del Ceresio, del GDT Bellinzona e dell'HC Chiasso/Biasca in Prima Lega, conquistando con questi ultimi la promozione in Swiss League nel 2016.

### Nazionale
Dal 2014 al 2019 fece parte del giro della nazionale azzurra, con cui partecipò anche ai mondiali 2017.

## Palmarès

### Club
- Prima Lega: 1

Biasca: 2015-2016